# Aboh Mbaise
Aboh Mbaise é uma Área de Governo Local de Imo (estado), Nigéria. Sua sede está na cidade de Aboh.
Tem uma área de 184 km² e uma população de 194,779 no recenseamento de 2006.
O código postal da área é 462001.